# Palenica (Saybuscher Beskiden)
Palenica ist ein 1343 Meter hoher Berg in Polen und der Slowakei in den Saybuscher Beskiden. Er befindet sich im Hauptkamm der Beskiden.
Der Gipfel liegt auf polnischem und slowakischem Staatsgebiet. Über den Gipfel führt der Beskidenhauptwanderweg.
Die Hänge sind bewachsenen. Der Name Palenica weist auf eine Brandrodung in der Vergangenheit hin. In Polen gibt es mehrere Gipfel, die diesen Namen tragen.

## Lage
Über den Berg verläuft die Europäische Hauptwasserscheide zwischen dem Schwarzen Meer (Donau) und der Ostsee (Weichsel). Auf den Berg führen mehrere Wanderwege.